# Micro Lad
Micro Lad è il nome utilizzato da due personaggi, di diversa incarnazione, presenti nei fumetti della Legione dei Super-Eroi pubblicati dalla DC Comics.

## Lalo Muldron

### Continuità corrente ed originale
Nella continuità originale della Legione, Micro Lad fu Lalo Muldron, proveniente dal mondo natale di Shrinking Violet, Imsk. Comparve per la prima volta come parte della squadra di Legionari respinti, e finì per guidare il Fronte di Liberazione su Imsk per poi unirsi alla Legione dei Supercriminali.
Nel ritorno della Legione originale post-Crisi infinita, Micro Lad fu assassinato da Akka, una delle reclute di Saturn Queen in una nuova iterazione della Legione dei Supercriminali.
Questa versione di Micro Lad fu originariamente parte dell'Universo DC pre-Ora Zero ma si sa anche che fu parte della Terra della continuità principale presente nel corrente Multiverso DC.

## Seconda versione della Legione
Nella continuità post-Ora Zero, il personaggio utilizzò il nome di Micro e di nuovo fallì all'audizione per entrare nella Legione dei Super Eroi.
Questa versione di Muldron fu originariamente parte dell'Universo DC post-Ora Zero, ma si sa che vive su una Terra parallela del Multiverso DC.

## Gim Allon (Terza versione della Legione)
La "terza" versione del Legionario Gim Allon preferì questo nome, in quanto questa versione proveniva da una razza di giganti che avevano la possibilità di ridursi all'altezza di un umano comune. Tuttavia, fu generalmente conosciuto come Colossal Boy.